# 19. dzielnica Paryża
19. dzielnica Paryża (fr. 19e arrondissement de Paris) – jedna z 20 paryskich dzielnic.
Dzielnica leży na prawym brzegu Sekwany. Dwa kanały: Saint-Denis oraz de l'Ourcq przechodzą przez 19. dzielnicę łącząc się razem na poziomie Parc de la Villette.
W 19. dzielnicy znajdują się także dwa duże parki publiczne, którymi są: Parc des Buttes Chaumont oraz Parc de la Villette, w którym znajduje się Cité des Sciences et de l’Industrie, największe muzeum nauki w Europie. 19. dzielnica jest również miejscem, w którym swoje siedziby posiadają znane paryskie szkoły w tym m.in. Cité de la Musique oraz Conservatoire de Paris (Konserwatorium Paryskie).

## Geografia
Łączna powierzchnia 19. dzielnicy wynosi 6,79 km²

## Demografia
W 1999 roku dzielnicę zamieszkiwało 172 730 mieszkańców. Dane te pochodzą z ostatniego spisu powszechnego przeprowadzonego w tymże roku. Z tego samego spisu wynika że w 19. dzielnicy zatrudnionych jest 68 101 osób.

### Zmiana populacji dzielnicy

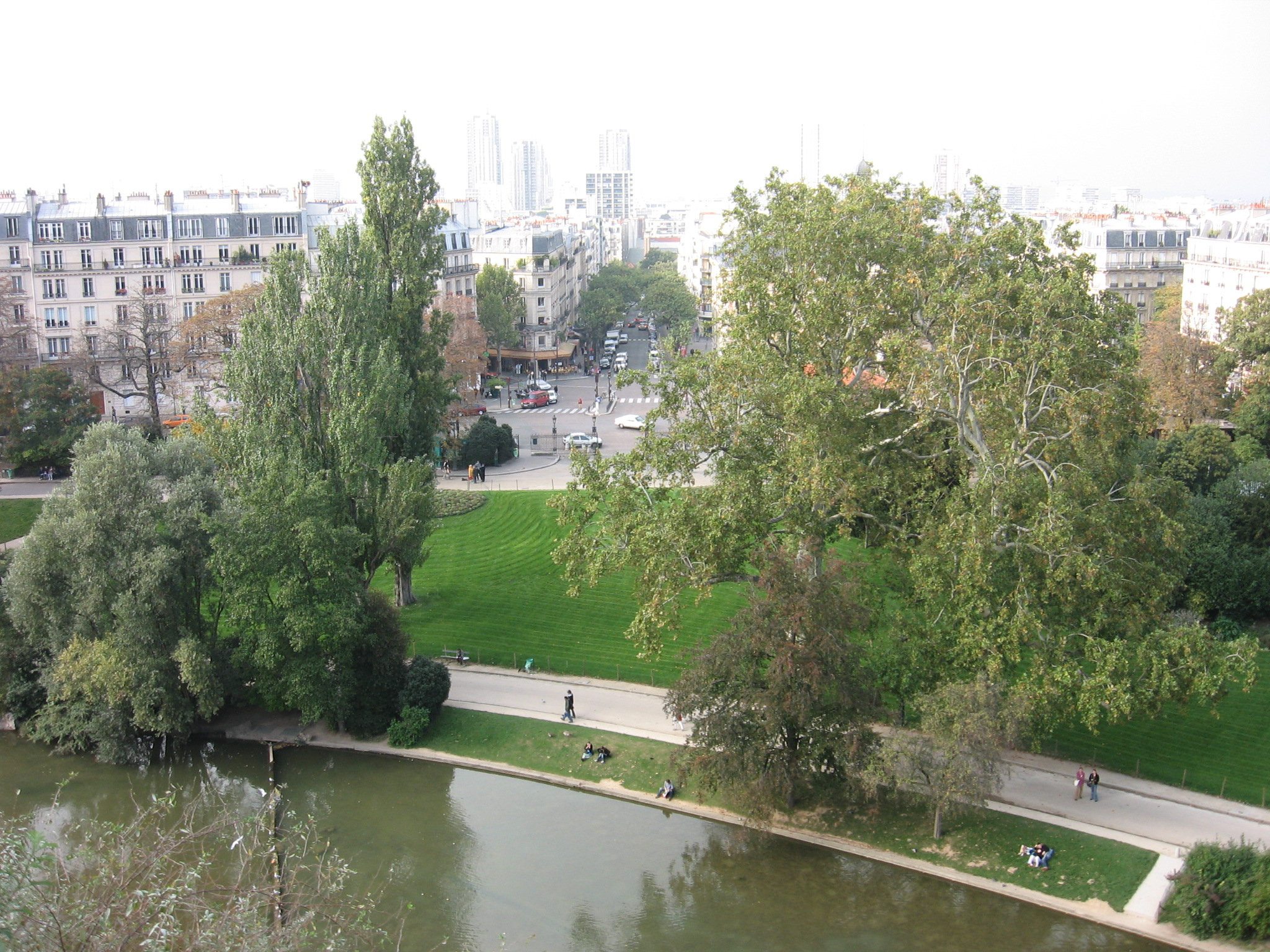
Parc des Buttes Chaumont

| Rok                    | Populacja | Gęstość (na km²) |
| ---------------------- | --------- | ---------------- |
| 1872                   | 93,174    | 13,730           |
| 1954                   | 155,058   | 22,845           |
| 1962                   | 159,568   | 23,514           |
| 1968                   | 148,862   | 21,937           |
| 1975                   | 144,357   | 21,273           |
| 1982                   | 162,649   | 23,968           |
| 1990                   | 165,062   | 24,324           |
| 1999                   | 172,730   | 25,454           |
| 2005 liczba szacunkowa | 187,200   | 27,586           |

## Imigracja
Ze spisu przeprowadzonego w 1999 roku wynika że 70,7% mieszkańców 19. dzielnicy urodziło się na terenie Francji metropolitalnej. Pozostałe 29,3% stanowią imigranci, wśród których struktura pochodzenia kształtuje się następująco: 2,1% stanowią imigranci pochodzący z francuskich terenów zamorskich, 4,5% imigrantów stanowią urodzeni za granicą lecz posiadający francuski paszport od urodzenia (głównie ex-kolonie w Afryce Północnej), 2,8% imigrantów stanowią przedstawiciele piętnastu państw Starej Unii, a 19,9% populacji 19. dzielnicy stanowią pozostali imigranci.

## Ważniejsze miejsca oraz zabytki w 19. dzielnicy
- Parc de la Villette
- Parc des Buttes Chaumont